# Venonia
Genre
Venonia est un genre d'araignées aranéomorphes de la famille des Lycosidae.

## Distribution
Les espèces de ce genre se rencontrent en Océanie, en Asie du Sud-Est et en Asie de l'Est.

## Liste des espèces
Selon World Spider Catalog (version 24, 21/07/2023) :
- Venonia chaiwooi Yoo & Framenau, 2006
- Venonia choiae Yoo & Framenau, 2006
- Venonia cinctipes (Simon, 1898)
- Venonia coruscans Thorell, 1895
- Venonia infundibulum Yoo & Framenau, 2006
- Venonia joejim Yoo & Framenau, 2006
- Venonia kimjoopili Yoo & Framenau, 2006
- Venonia kokoda Lehtinen & Hippa, 1979
- Venonia micans (Simon, 1898)
- Venonia micarioides (L. Koch, 1877)
- Venonia milla Lehtinen & Hippa, 1979
- Venonia muju (Chrysanthus, 1967)
- Venonia nata Yoo & Framenau, 2006
- Venonia spirocysta Chai, 1991
- Venonia sungahae Yoo & Framenau, 2006
- Venonia vilkkii Lehtinen & Hippa, 1979

## Systématique et taxinomie
Ce genre a été décrit par Thorell en 1895 dans les Lycosidae.

## Publication originale
- Thorell, 1895 : « Decas aranearum in ins. Singapore a Cel. Th. Workman inventarum. » Bollettino della Società Entomologica Italiana, vol. 26, no 3/4, p. 321-355 (texte intégral).